# Dioscoride de Vienne

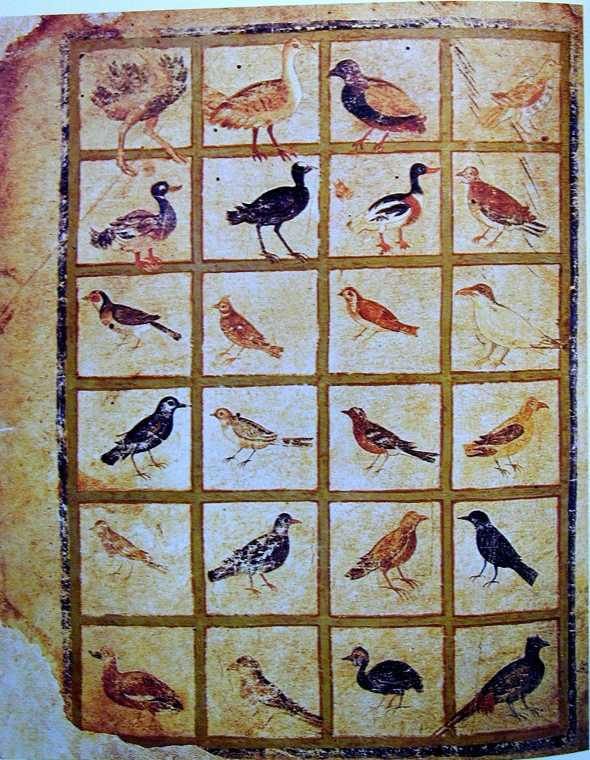
Une galerie d’oiseaux provenant du Dioscoride de Vienne.

Le Dioscoride de Vienne (Vienne, Österreichische Nationalbibliothek, Cod. Med. Gr. 1.) est l'un des plus anciens exemplaires conservés du De materia medica de Dioscoride, puisqu'il date du début du VIe siècle. Les 492 folios de vélin contiennent plus de 400 dessins d'animaux et de plantes, réalisés pour la plupart dans un style naturaliste. Le manuscrit a été réalisé aux environs de 512 pour la princesse byzantine Anicia Juliana, fille de l’empereur Olybrius. Le codex mesure 37 x 30 cm. Bien qu'il s’agisse initialement d’une copie de luxe, divers indices permettent de penser que, dans les siècles qui ont suivi, il a été utilisé quotidiennement dans un hôpital. On observe qu’il comporte des annotations en arabe. En plus du texte de Dioscoride, il a été ajouté au manuscrit le Carmen de herbis attribué à Rufus, une paraphrase d’un traité ornithologique d’un certain Dionysius, généralement identifié comme étant Denys de Philadelphie, et une paraphrase du traité de Nicandre de Colophon sur le traitement des morsures de serpents.

## Illustrations
Le manuscrit contient 383 illustrations de plantes en pleine page, sur un total de 435 illustrations originales. Les illustrations se répartissent en deux groupes. Celles qui suivent fidèlement les premiers modèles classiques et présentent une illustration tout à fait réaliste de chaque plante. Il existe aussi des illustrations plus abstraites. La majorité des illustrations ont été peintes dans un style naturaliste afin d'aider les pharmacologues à reconnaître chaque plante. Toutefois, on estime que ces illustrations sont des copies d'un herbier antérieur et n'ont pas été exécutées d’après nature à partir d’un modèle de plante.

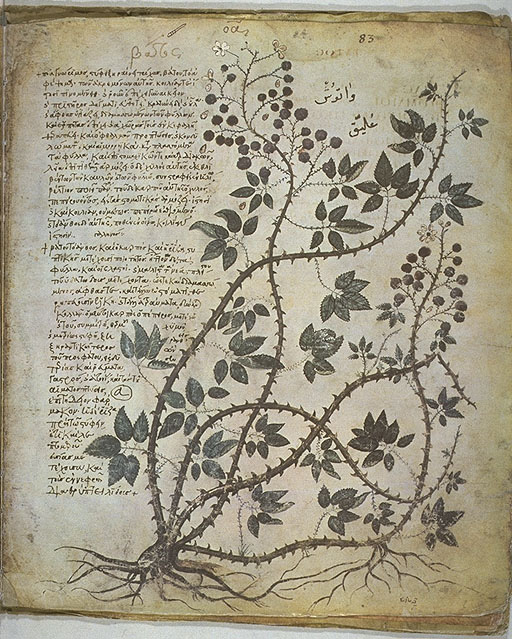
Ronce

En plus des illustrations réparties dans le texte, le manuscrit contient plusieurs pages intercalaires sous forme d'une série de miniatures en pleine page. Une note spéciale en dédicace contient le portrait miniature de Julia Anicia sur le verso du folio 6. (Voir ici) Le manuscrit a été offert à Anicia en remerciement pour le financement de la construction d'une église dans la banlieue de Constantinople. Ce portrait est la plus ancienne dédicace existante, présentée sous forme de portrait. Il représente Anicia assise dans une pose cérémoniale de distribution d’aumônes. Elle est flanquée de figures personnifiant la magnanimité et la prudence. À ses pieds se tient à genoux une autre allégorie, représentant la reconnaissance de l'art. Un putto tend à Anicia un exemplaire de la dédicace. Anicia et ses préposés sont encadrés par une étoile à huit branches inscrite dans un cercle formé d’une corde torsadée. Dans le champ extérieur à l'étoile figurent des putti, un travail réalisé en grisaille, comme celui des maçons et des menuisiers. Cette miniature est une création tout à fait originale et, avec l'inclusion des personnages allégoriques et les putti, montre la persistance de la tradition classique à Constantinople, en dépit du fait qu’Anicia elle-même était une chrétienne pieuse.
La série de pages de garde du manuscrit commence par deux pleines pages de miniatures, chacune annotée par sept pharmacologues. Dans la deuxième illustration (3 folio verso, voir ici) le personnage le plus important et le seul qui soit assis sur une chaise est Galien. Il est flanqué de six autres médecins, assis deux par deux sur des pierres ou sur le sol. Les plus proches de Galien sont Crateuas et Dioscoride. Les deux suivants sont Apollonius Mys et Nicandre de Colophon. Les plus éloignés de Galien sont Andreas et Rufus. Chacune des figures est un portrait autonome et a probablement été copiée sur le portrait des auteurs tirés de divers traités. Les sept personnages sont entourés d’un vaste cadre décoré. Le fond est d’or pur, qui situe les personnages dans un espace abstrait. C'est le premier manuscrit connu à utiliser un fond d'or.

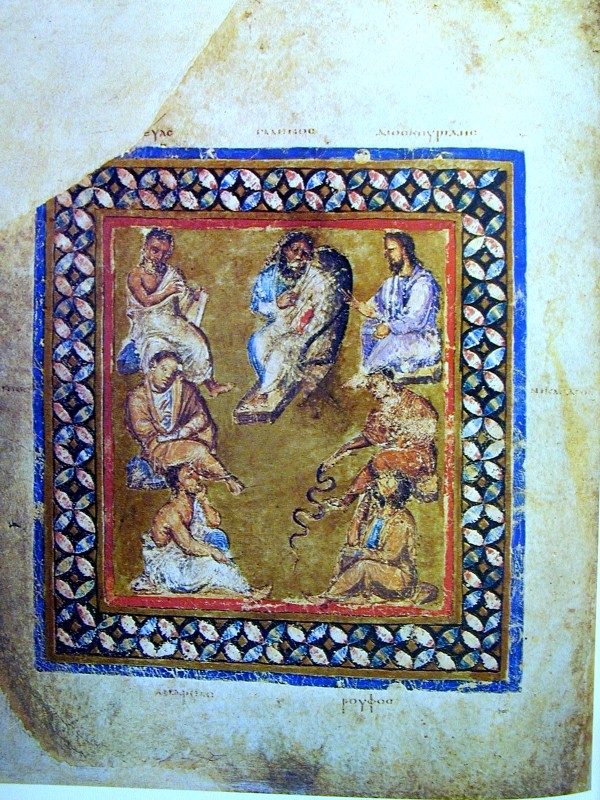
Folio 3v, sept médecins.

Après les deux miniatures des sept pharmacologues, figurent deux portraits de l’auteur. Dans le deuxième portrait (voir ici), Dioscoride est assis, écrivant dans un codex posé sur ses genoux. Il est représenté de profil, ce qui correspond au portrait en miniature de la page précédente. Il est possible qu'une tradition fondée sur la vie de Dioscoride ait inspiré ces portraits conventionnels. En face de Dioscoride figure un artiste, assis à un niveau inférieur, en train de peindre une illustration de la racine de mandragore d’après nature. La racine de mandragore qu’il regarde est considérée comme étant la personnification de l’Epinoia (le pouvoir de la pensée). L’arrière plan architectural représente une colonnade avec une niche centrale.
La paraphrase du traité sur les oiseaux de Dionysius comporte trois livres. Les deux premiers livres contiennent des illustrations d’oiseaux insérées dans les colonnes du texte, sans cadre ni arrière-plan (par exemple, voir ici). Le troisième livre représente 24 oiseaux disposés en miniature sur une grille en pleine page (voir illustration ci-dessus). Les oiseaux représentés dans l'ensemble du traité sont d’une haute valeur artistique et sont fidèles à la réalité de la nature, tant dans les formes que les couleurs. La plupart des oiseaux sont facilement identifiables. Fait intéressant, certains des oiseaux figurant dans les miniatures en pleine page du troisième livre ne sont pas décrits dans le texte de la paraphrase. Il est probable que ces illustrations sont fondées sur d’autres illustrations provenant d'un traité différent plus ancien, peut-être celui d’Alexander de Myndus. Ce manuscrit, cependant, est le plus ancien traité illustré sur les oiseaux.

## Galerie

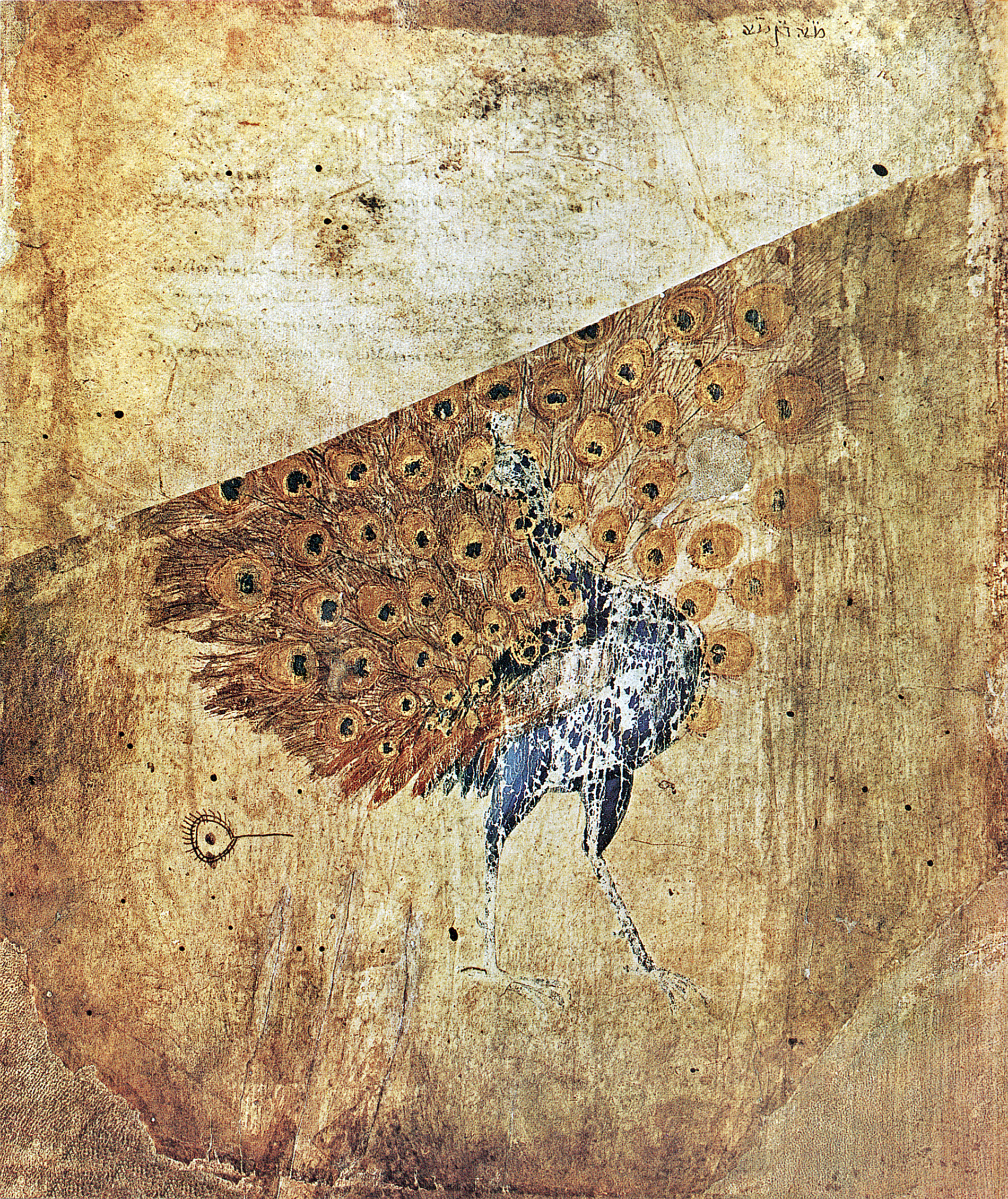
Paon de la page de garde
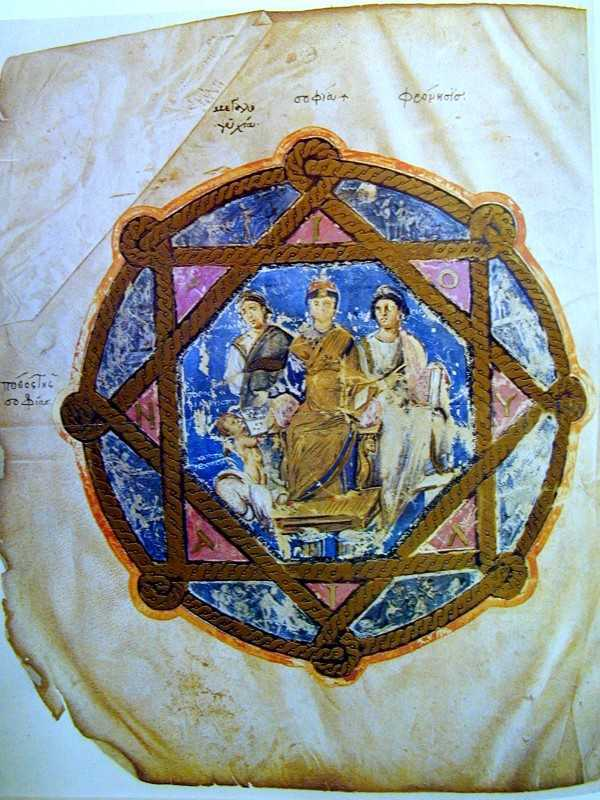
Folio 6v, portrait du donateur.
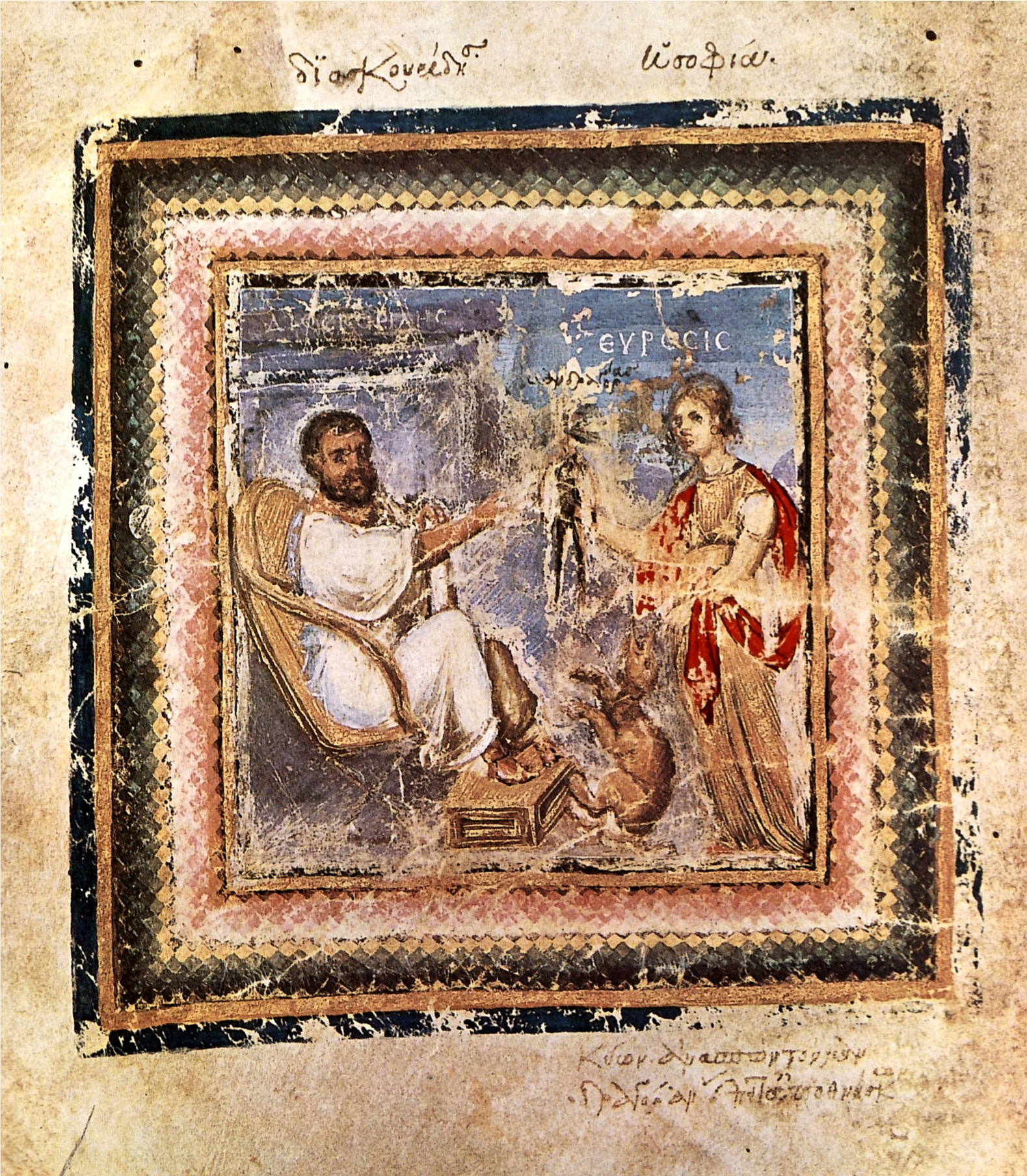
Portrait de l’auteur.
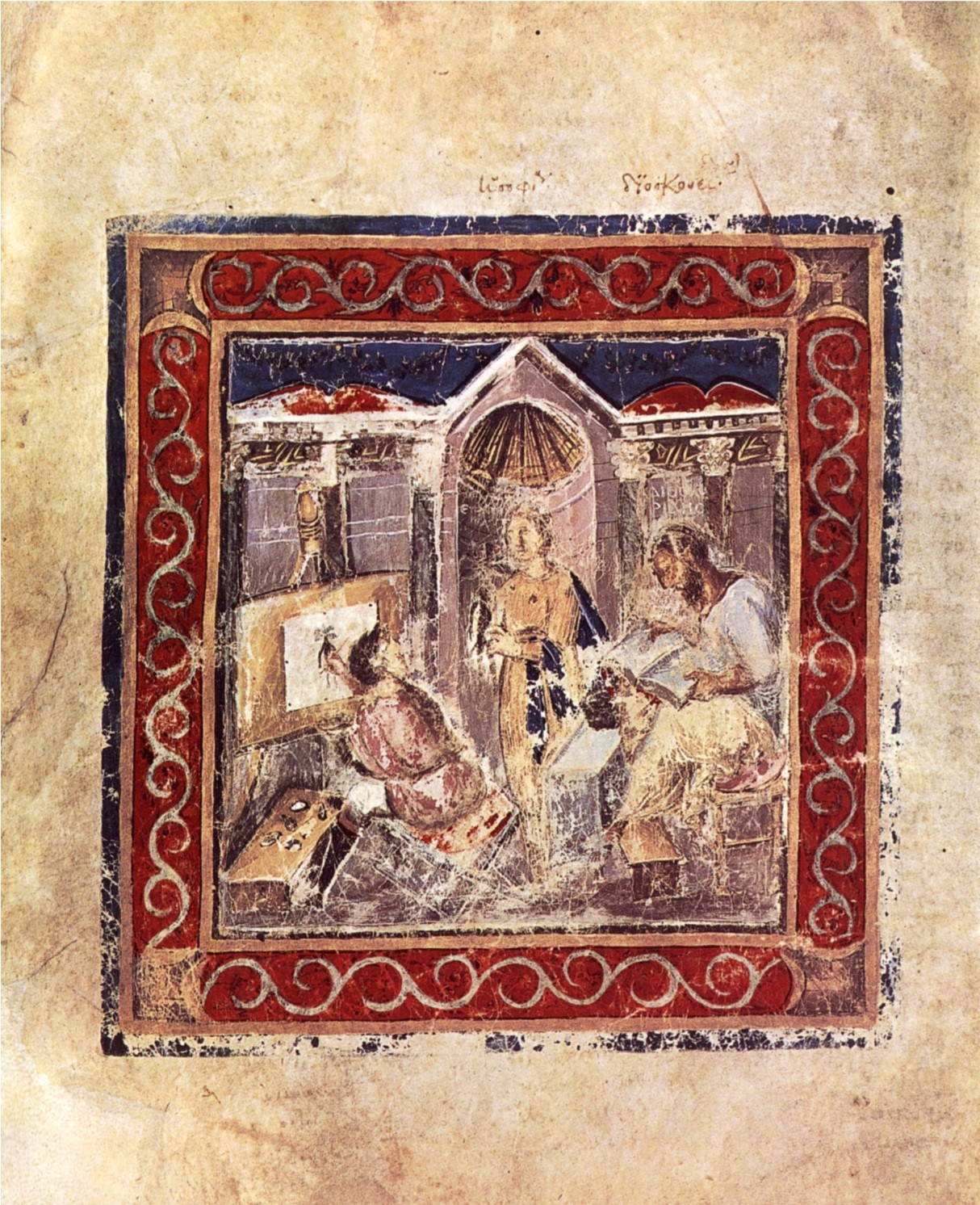
Folio 5v, portrait de l’auteur
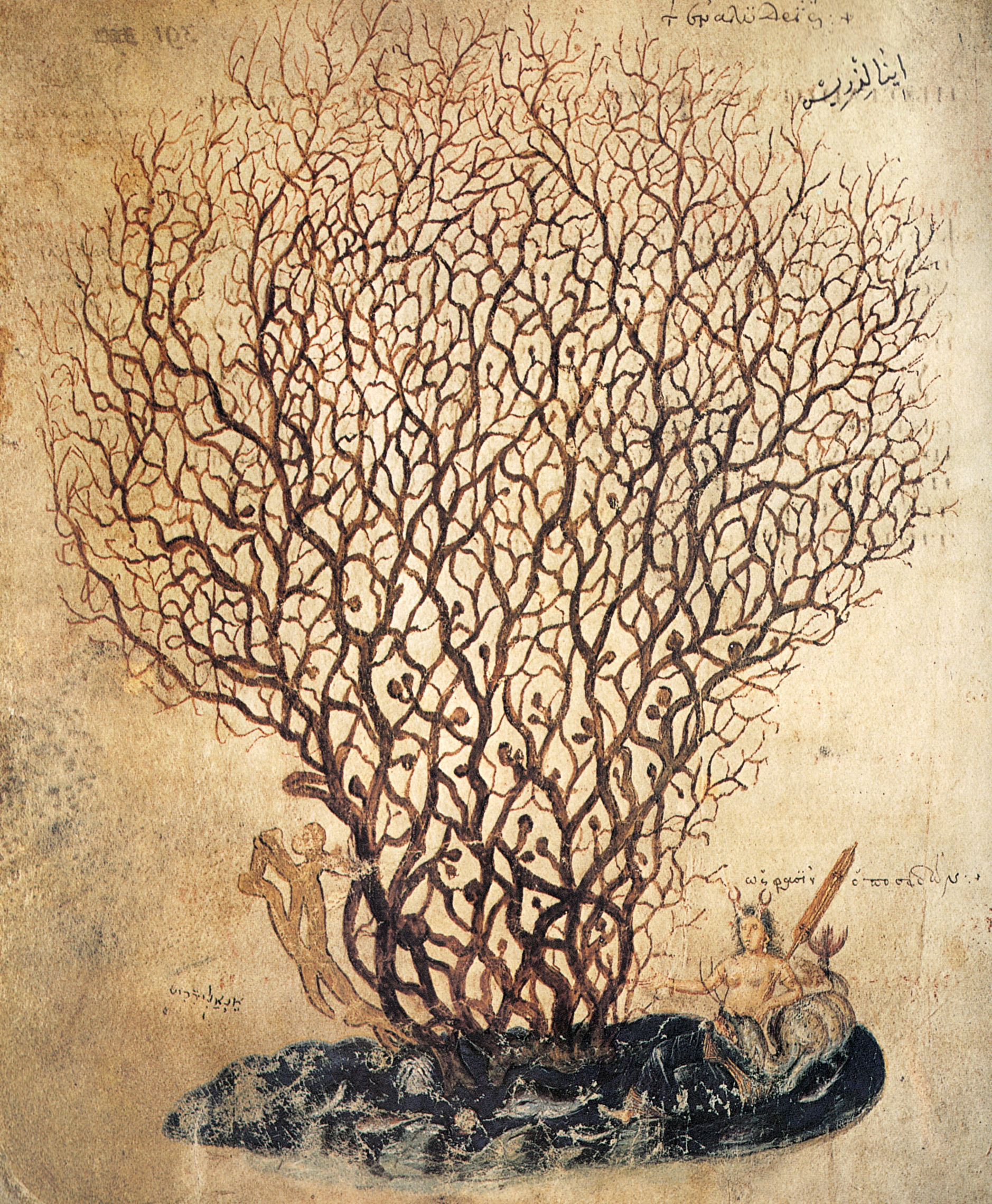
Corail
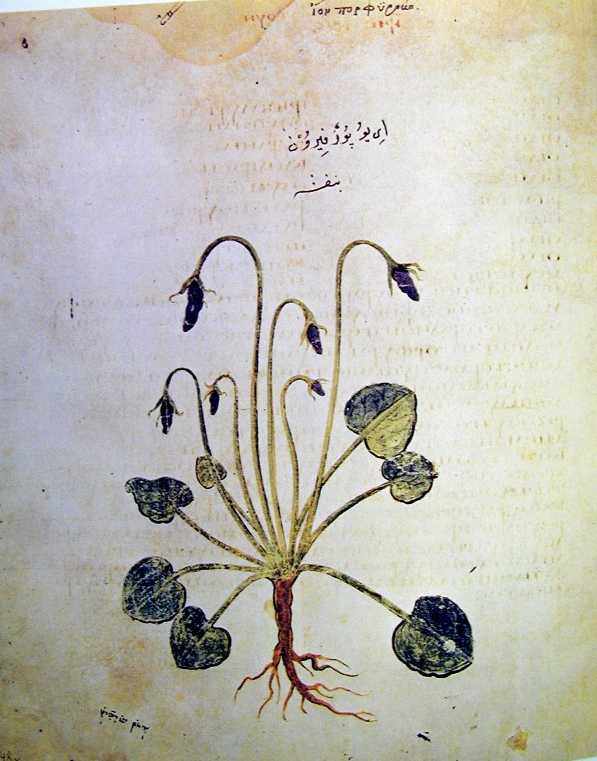
Folio 148v, violette
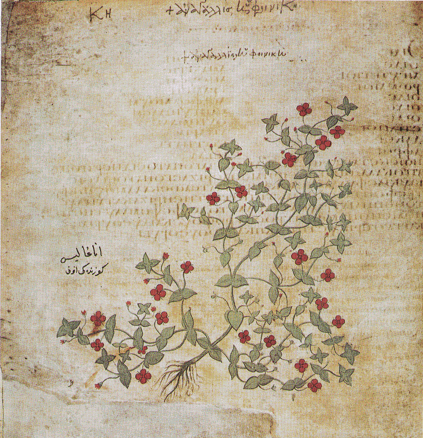
Mouron
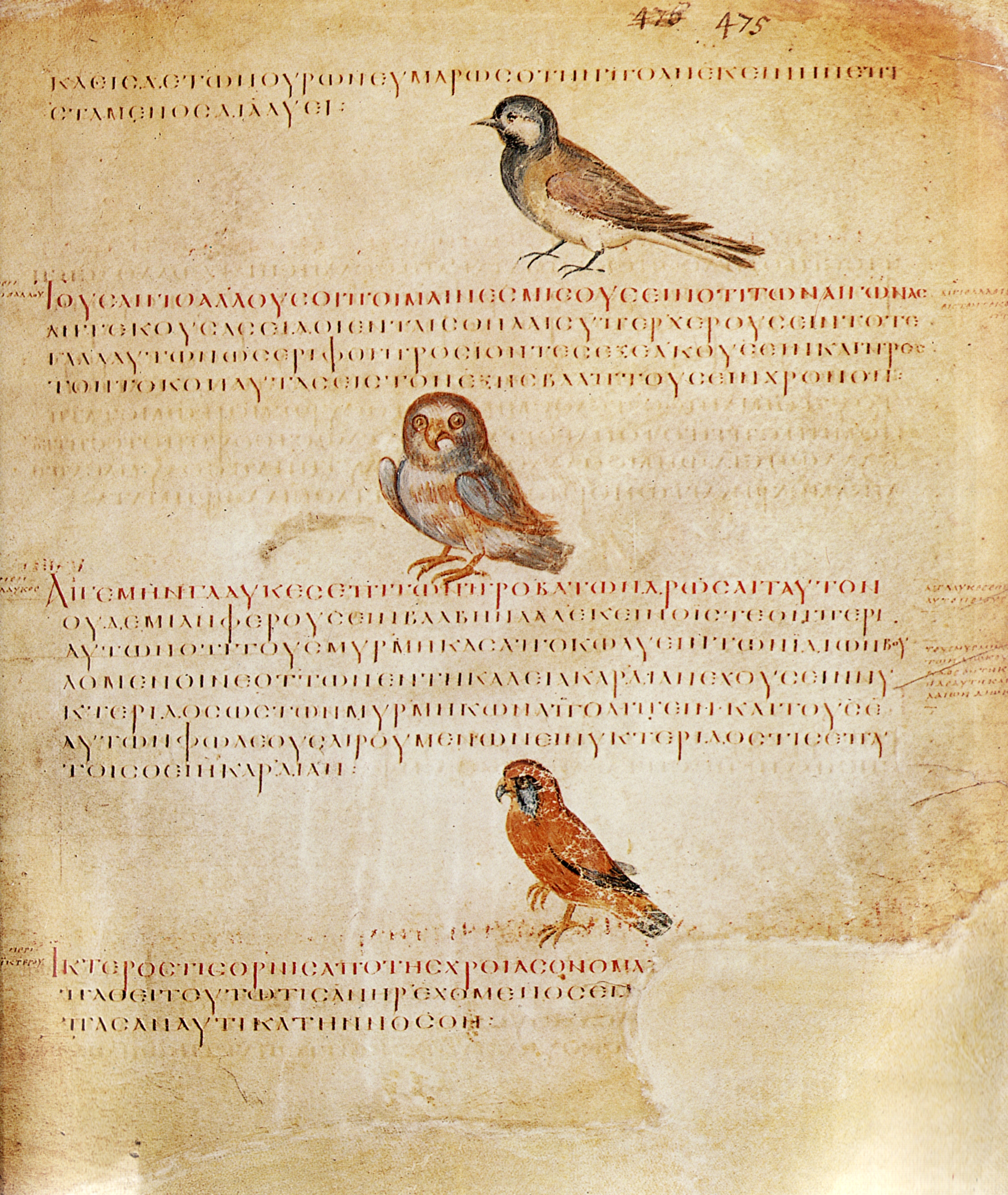
Oiseaux